# Koshin (langue)
Pour les articles homonymes, voir Koshin (homonymie).
Le koshin (ou kaw, kosin, kusheen benubcouh) est une langue bantoïde méridionale parlée dans la Région du Nord-Ouest au Cameroun, dans le département du Menchum, dans l'arrondissement de Wum, particulièrement dans le village de Koshin.
Avec 3 000 locuteurs en 2011, c'est une langue en danger (6b).